# 미국 정부 인쇄국

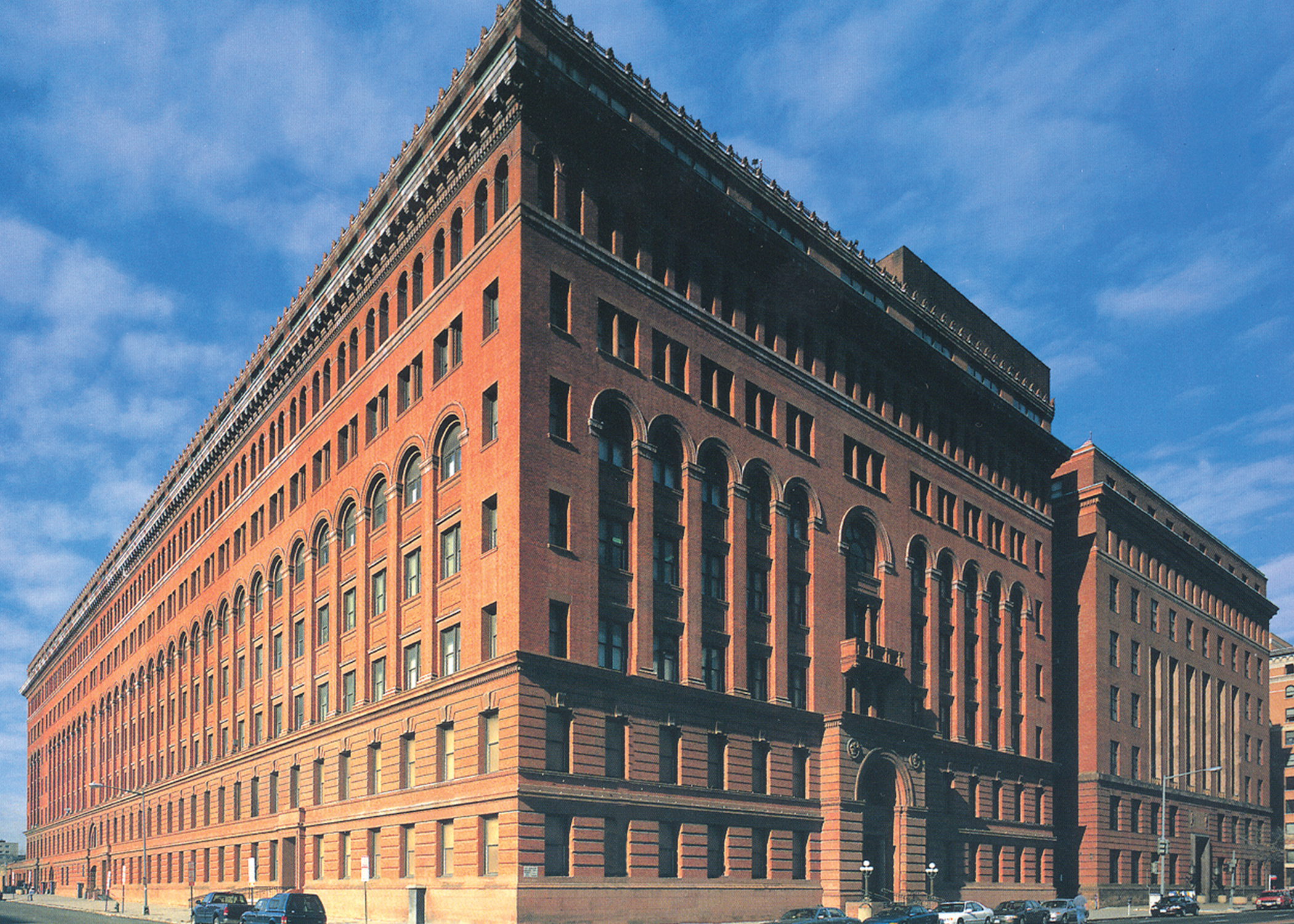

미국 정부 인쇄국(United States Government Printing Office, GPO)는 미국 연방 정부의 법적인 부서이다. 인쇄국은 연방 대법원과 의회, 대통령 비서실, 행정부, 그리고 독립 기관 등 연방 정부에 의한, 또는 연방정부를 위한 문서들을 출간한다.

## 역사
GPO는 의회 합동 결의안 25에 의해 1860년 6월 23일 창설되었다. 본격적인 활동은 이듬 해 1861년 350명의 직원으로 시작되었고, 1972년 절정기에는 최고 8,500명까지 고용한 적도 있다. 이 기관은 1980년대를 거쳐 종이가 전자문서로 대체되면서 컴퓨터 기술 변화를 시작했다. 이것으로 이 부서의 직원수는 꾸준한 감소를 기록했다. 전체 역사에서, GPO는 컬럼비아 특별행정구의 북 의사당 거리 NW가와 H가에 자리를 차지하고 있다. GPO의 활동은 공적 인쇄와 미합중국 코드 표제 44장 문서에 의해 한정된다. GPO의 장으로 복무하는 인쇄국장(Public Printer)은 미국 상원의 조언과 동의로 대통령이 임명한다. 인쇄국장은 지도감독관(Superintendent of Documents, SuDocs)을 선발한다.
지도감독관(SuDocs)은 GPO에서 정포의 유포를 책임진다. 이것은 목록화 그리고 인덱싱 프로그램 그리고 출판 판매 프로그램, 그리고 콜로라도 푸에블로에 있는 연방 시민 정보 센터의 운영이 있는 ‘연방 자료 보관 라이브러리 프로그램’(Federal Depository Library Program, FDLP)을 통해 실현된다. 애들레이드 해시는 이러한 슈퍼인덴트 문서 분류 시스템의 설립자였다.
GPO는 1991년부터 1997년까지 로버트 하욱과 마이클 디마리노 인쇄국장 하에서 처음에는 의회 기록과 연방 기록에 100% 재생용지를 사용하였다. GPO가 재생용지를 다시 사용하기 시작한 것은 2009년이다.
2011년 3월, GPO는 150년에 걸친 부서의 역사를 《미국의 정보 유지》(Keeping America Informed) 새로운 도안이 있는 공식 부서 역사서를 내놓았다.